# Рон (округ, Западная Виргиния)
Округ Рон (англ. Roane County) располагается в США, штате Западная Виргиния. Официально образован в 1856 году, получил своё название в честь американского юриста, политического и государственного деятеля Спенсера Роана. По состоянию на 2010 год, численность населения составляла 14 926 человек.

## География
По данным Бюро переписи США, общая площадь округа равняется 1254 км², из которых 1254 км² суша и 0,5 км² или 0,03 % это водоёмы.

### Соседние округа
- Уэрт (Западная Виргиния) — север
- Калхун (Западная Виргиния) — восток
- Клей (Западная Виргиния) — юго-восток
- Канова (Западная Виргиния) — юг
- Джэксон (Западная Виргиния) — запад

## Население
По данным переписи населения 2000 года в округе проживает 15 446 жителей в составе 6 161 домашних хозяйств и 4 479 семей. Плотность населения составляет 12 человек на км². На территории округа насчитывается 7 360 жилых строений, при плотности застройки около 6-ми строений на км². Расовый состав населения: белые — 98,56 %, афроамериканцы — 0,22 %, коренные американцы (индейцы) — 0,21 %, азиаты — 0,23 %, представители других рас — 0,19 %, представители двух или более рас — 0,60 %. Испаноязычные составляли 0,67 % населения независимо от расы.
В составе 30,70 % из общего числа домашних хозяйств проживают дети в возрасте до 18 лет, 59,10 % домашних хозяйств представляют собой супружеские пары проживающие вместе, 9,30 % домашних хозяйств представляют собой одиноких женщин без супруга, 27,30 % домашних хозяйств не имеют отношения к семьям, 23,50 % домашних хозяйств состоят из одного человека, 11,90 % домашних хозяйств состоят из престарелых (65 лет и старше), проживающих в одиночестве. Средний размер домашних хозяйств составляет 2,49 человека, и средний размер семьи 2,91 человека.
Возрастной состав округа: 23,40 % моложе 18 лет, 8,70 % от 18 до 24, 26,60 % от 25 до 44, 26,50 % от 45 до 64 и 14,80 % от 65 и старше. Средний возраст жителя округа 40 лет. На каждые 100 женщин приходится 98,00 мужчин. На каждые 100 женщин старше 18 лет приходится 96,00 мужчин.
Средний доход на домохозяйство в округе составлял 24 511 USD, на семью — 29 280 USD. Среднестатистический заработок мужчины был 28 738 USD против 17 207 USD для женщины. Доход на душу населения составлял 13 195 USD. Около 17,80 % семей и 22,60 % общего населения находились ниже черты бедности, в том числе — 32,10 % молодежи (тех кому ещё не исполнилось 18 лет) и 15,50 % тех кому было уже больше 65 лет.